# Estación de ferrocarril de Ulán Bator
La estación de ferrocarril de Ulán Bator es la mayor estación de ferrocarril de Mongolia. Fue inaugurada en 1949 y es el centro del tráfico ferroviario nacional e internacional. El ferrocarril Transmongoliano pasa por la estación.

## Localización
La estación está situada en la zona este de la ciudad. Contigua a la estación se encuentra el Museo del Ferrocarril de Mongolia.
Entre sus conexiones más importantes destacan:
- Moscú–Ulán Bator
- Sujbataar–Ulán Bator
- Moscú–Pekín
- Irkutsk–Ulán Bator

## Imágenes

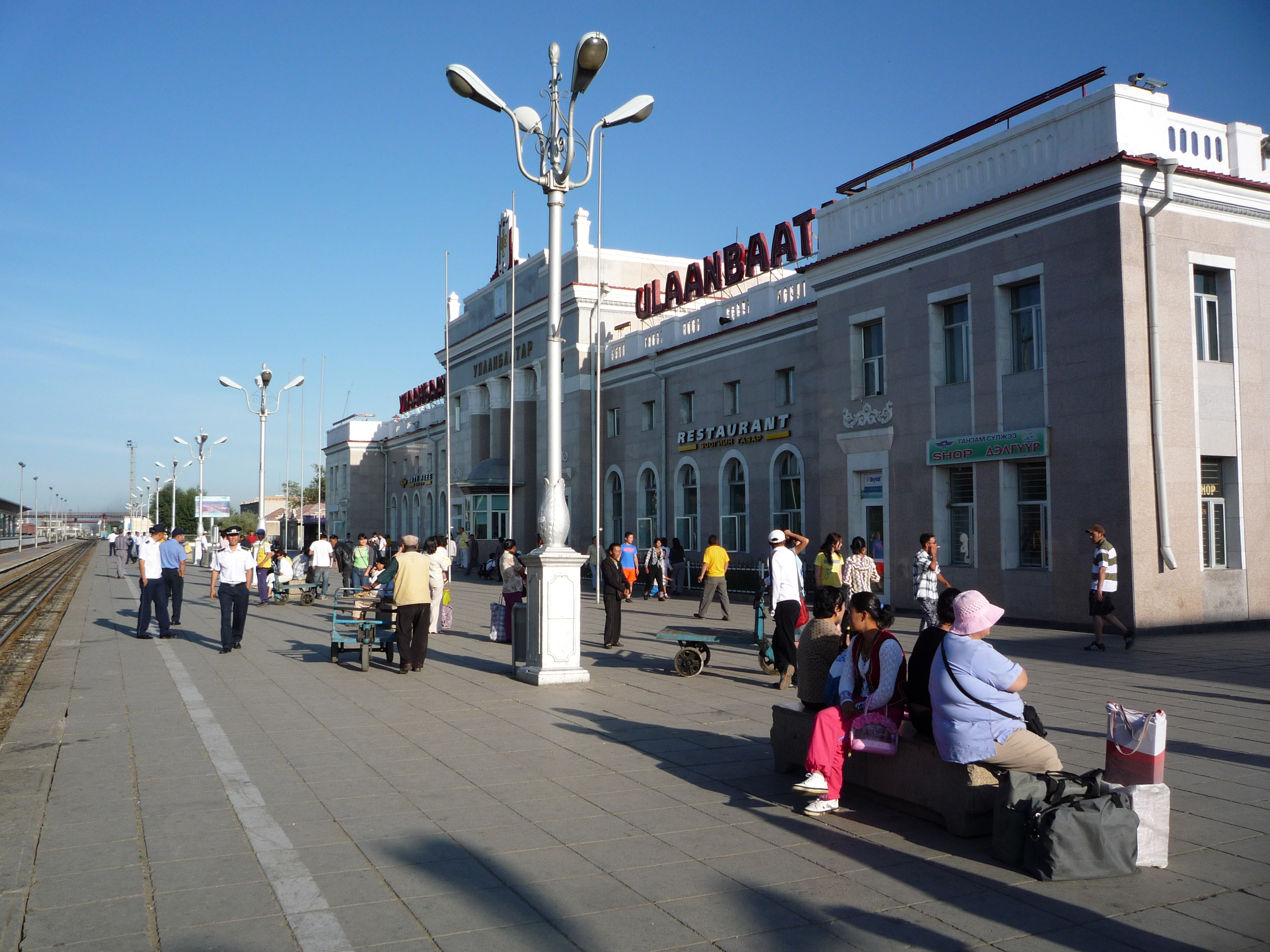
Tren partiendo de la estación.
- Andén principal de la estación.
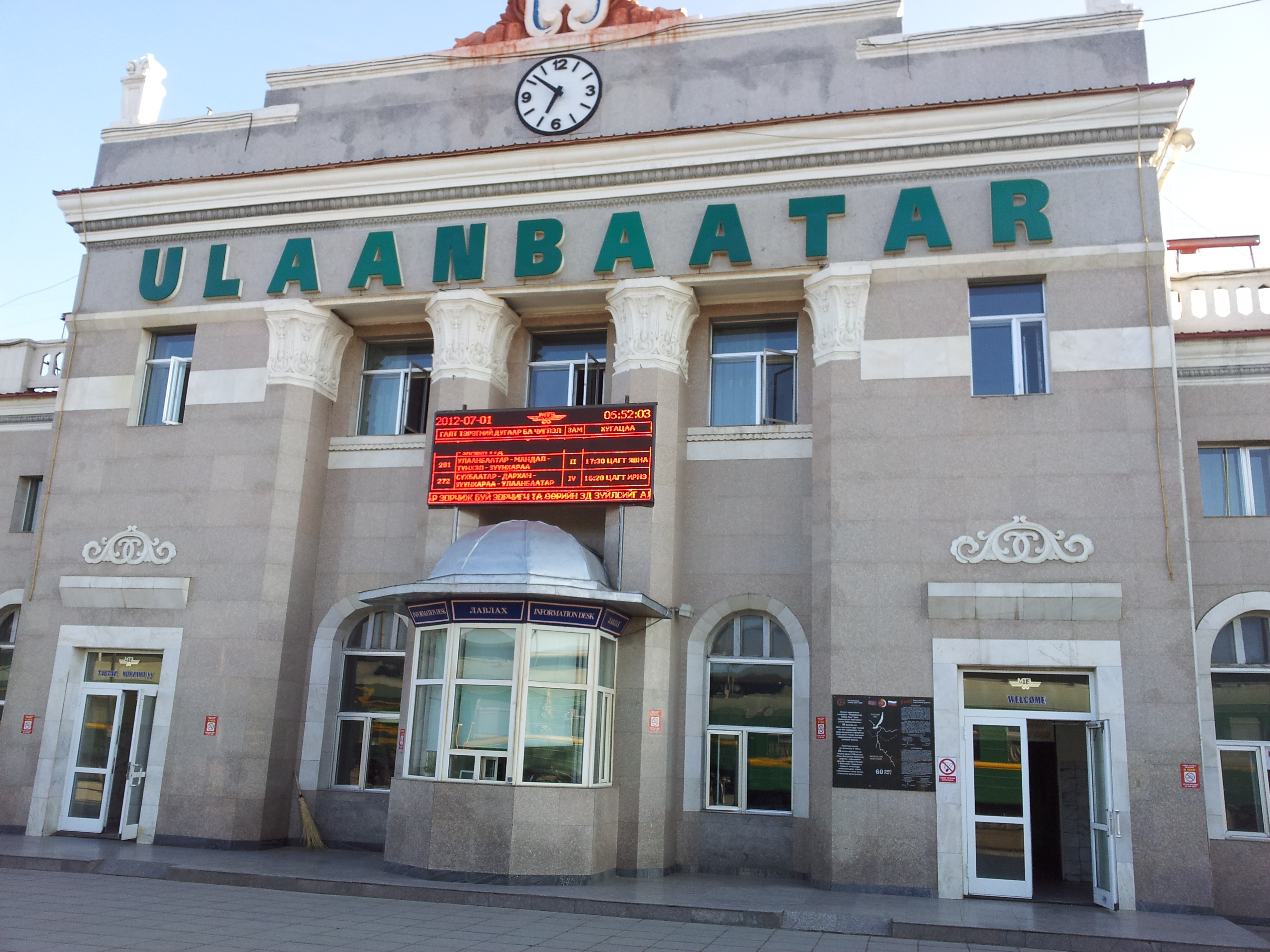
Entrada a la estación desde el andén.